# FC ViOn Zlaté Moravce Vráble
L'FC ViOn Zlaté Moravce Vráble è una società calcistica slovacca con sede a Zlaté Moravce.
Nella stagione 2024-2025 milita nella 1. Slovenská Futbalová Liga, la seconda divisione del campionato slovacco.

## Storia
Fu fondato il 22 gennaio 1995. Ha disputato varie competizioni a carattere regionale fino al 2004, anno in cui è stato promosso in seconda divisione. Nella stagione 2006-2007 il ViOn è stato promosso per la prima volta in Corgoň Liga, la massima divisione slovacca. Nella stessa stagione ha conquistato la Coppa di Slovacchia battendo in finale il Senec per 4-0 e qualificandosi, così, per la Coppa UEFA 2007-2008.

## Palmarès

### Competizioni nazionali
- Coppa di Slovacchia: 1

2006-2007
- 2. Liga (Slovacchia): 2

2006-2007, 2009-2010

### Altri piazzamenti
- Coppa di Slovacchia:

Semifinalista: 2010-2011, 2011-2012, 2019-2020
- Supercoppa di Slovacchia:

Finalista: 2007
- 2. Liga (Slovacchia):

Secondo posto: 2024-2025

## Organico

### Rosa 2022-2023
Aggiornata al 22 gennaio 2023.
| N. |                               | Ruolo | Calciatore         |
| -- | ----------------------------- | ----- | ------------------ |
| 1  | Slovacchia (bandiera)         | P     | Patrik Lukáč       |
| 4  | Slovacchia (bandiera)         | D     | Aaron Belmenen     |
| 5  | Macedonia del Nord (bandiera) | C     | Tomče Grozdanovski |
| 6  | Slovacchia (bandiera)         | C     | Timotej Múdry      |
| 8  | Slovacchia (bandiera)         | C     | Anton Sloboda      |
| 9  | Slovacchia (bandiera)         | A     | Tomáš Vestenický   |
| 14 | Slovacchia (bandiera)         | C     | Denis Duga         |
| 16 | Slovacchia (bandiera)         | C     | Karol Mondek       |
| 18 | Slovacchia (bandiera)         | P     | Matúš Chropovský   |
| 20 | Slovacchia (bandiera)         | A     | Patrik Pinte       |
| 25 | Slovacchia (bandiera)         | D     | Samuel Suľa        |
| 26 | Slovacchia (bandiera)         | C     | Tomáš Ďubek        |

| N. |                                 | Ruolo | Calciatore       |
| -- | ------------------------------- | ----- | ---------------- |
| 27 | Brasile (bandiera)              | D     | Stephano Almeida |
| 28 | Slovacchia (bandiera)           | A     | Sebastián Rák    |
| 29 | Slovacchia (bandiera)           | C     | Adam Brenkus     |
| 31 | Rep. Ceca (bandiera)            | D     | Martin Toml      |
| 33 | Slovacchia (bandiera)           | P     | Patrik Richter   |
| 37 | Bosnia ed Erzegovina (bandiera) | D     | Alden Šuvalija   |
| 42 | Slovacchia (bandiera)           | D     | Michal Pintér    |
| 60 | Slovacchia (bandiera)           | D     | Robert Stareček  |
| 66 | Slovacchia (bandiera)           | D     | Martin Bednár    |
| 90 | Slovacchia (bandiera)           | D     | Matúš Čonka      |
|    | Slovacchia (bandiera)           | A     | Lucas Demitra    |

### Rosa 2019-2020
Aggiornata al 9 febbraio 2020.
| N. |                               | Ruolo | Calciatore         |
| -- | ----------------------------- | ----- | ------------------ |
| 1  | Slovacchia (bandiera)         | P     | Branislav Pindroch |
| 3  | Croazia (bandiera)            | D     | Antonio Asanović   |
| 4  | Slovacchia (bandiera)         | D     | Martin Tóth        |
| 5  | Macedonia del Nord (bandiera) | C     | Tomče Grozdanovski |
| 7  | Slovacchia (bandiera)         | D     | Peter Čögley       |
| 8  | Slovacchia (bandiera)         | C     | Anton Sloboda      |
| 9  | Slovacchia (bandiera)         | A     | Vladimír Tkáč      |
| 10 | Slovacchia (bandiera)         | C     | Martin Válovčan    |
| 11 | Slovacchia (bandiera)         | A     | Jakub Švec         |
| 12 | Slovacchia (bandiera)         | D     | Martin Chren       |
| 13 | Slovacchia (bandiera)         | P     | Adrián Chovan      |
| 14 | Slovacchia (bandiera)         | C     | Denis Duga         |
| 15 | Slovacchia (bandiera)         | D     | Samuel Török       |

| N. |                       | Ruolo | Calciatore             |
| -- | --------------------- | ----- | ---------------------- |
| 17 | Slovacchia (bandiera) | C     | Dávid Richtárech       |
| 18 | Slovacchia (bandiera) | C     | Peter Orávik           |
| 19 | Slovacchia (bandiera) | C     | Adam Mihálik           |
| 20 | Brasile (bandiera)    | C     | Murilo                 |
| 21 | Slovacchia (bandiera) | D     | Dávid Haspra           |
| 22 | Brasile (bandiera)    | C     | Gustavo                |
| 23 | Slovacchia (bandiera) | C     | Martin Kovaľ           |
| 24 | Slovacchia (bandiera) | D     | Jakub Brašeň           |
| 26 | Slovacchia (bandiera) | C     | Tomáš Ďubek (capitano) |
| 42 | Slovacchia (bandiera) | D     | Michal Pintér          |
|    | Slovacchia (bandiera) | A     | Ľuboš Janek            |
|    | Slovacchia (bandiera) | A     | David Hrnčár           |
|    | Slovacchia (bandiera) | A     | Marko Kelemen          |